# Temas de El Señor de los Anillos
Académicos y críticos han identificado muchos temas en El Señor de los Anillos, una importante novela de fantasía de J. R. R. Tolkien, incluida una búsqueda inversa, la lucha del bien y el mal, la muerte y la inmortalidad, el destino y el libre albedrío, el peligro del poder y varios aspectos del cristianismo como la presencia de tres figuras de Cristo, para profeta, sacerdote y rey, así como elementos como la esperanza y el sufrimiento redentor. También hay un hilo conductor a lo largo del trabajo del lenguaje, su sonido y su relación con las personas y los lugares, junto con la moralización de las descripciones del paisaje. De estos, Tolkien afirmó que el tema central es la muerte y la inmortalidad.
Además, algunos comentaristas han criticado a Tolkien por supuestos fallos en El Señor de los Anillos, como no incluir a mujeres significativas, no ser relevante para los habitantes de las ciudades, no mostrar abiertamente ninguna religión y por racismo, aunque otros han defendido a Tolkien de todas estas acusaciones.

## Búsqueda inversa

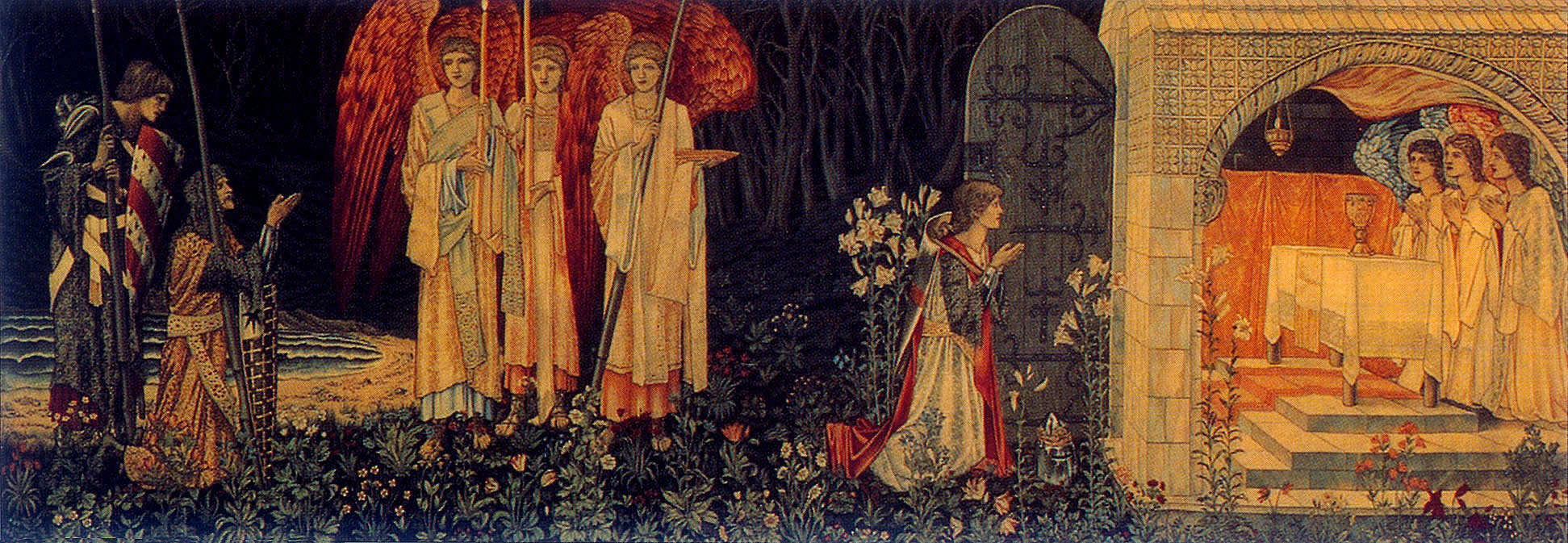
A diferencia de una búsqueda típica, como la del Santo Grial de la leyenda arturiana, la de Frodo consiste en destruir un objeto, el Anillo Único. Vision of the Holy Grail de William Morris, 1890

El crítico de Tolkien Richard C. West escribe que la historia de El Señor de los Anillos es básicamente sencilla: la búsqueda del hobbit Frodo Bolsón consiste en llevar el Anillo del Señor Oscuro Sauron al Monte del Destino y destruirlo. Él llama a la búsqueda «primaria», junto con la guerra contra Sauron. El crítico David M. Miller está de acuerdo en que la búsqueda es el «recurso narrativo más importante» del libro, pero añade que está invertida con respecto a la estructura convencional: el héroe no busca un tesoro, sino que espera destruir uno. Señala que, desde el punto de vista de Sauron, la historia es en realidad una búsqueda, y sus malvados Jinetes Negros sustituyen a los tradicionales «caballeros andantes en busca del sanctasanctórum», mientras que la Comunidad que le guarda el Anillo no puede utilizarlo: por tanto, hay múltiples inversiones. El crítico Tom Shippey coincide en que se trata de «una anticonquista», una historia de renuncia. Escribe que Tolkien vivió dos guerras mundiales, el «bombardeo rutinario» de civiles, el uso de la hambruna en beneficio político, los campos de concentración y el genocidio, y el desarrollo y uso de armas químicas y nucleares. Shippey afirma que el libro plantea la cuestión de si, en caso de que la capacidad de los seres humanos para producir ese tipo de mal pudiera destruirse de algún modo, aun a costa de sacrificar algo, merecería la pena hacerlo.

## Antítesis
«Ningún lector atento de la ficción de Tolkien puede dejar de ser consciente de las polaridades que le dan forma y ficción», escribe Verlyn Flieger. Tolkien utiliza ampliamente la dualidad y el paralelismo, el contraste y la oposición a lo largo de toda la novela, en combinaciones como la esperanza y la desesperación, el conocimiento y la iluminación, la muerte y la inmortalidad, el destino y el libre albedrío, el bien y el mal.

### Muerte e inmortalidad
Tolkien afirmó en sus Cartas que el tema central de El Señor de los Anillos es la muerte y el deseo humano de escapar de ella:
Pero si me preguntan, debo decir que el cuento no trata realmente del poder y el dominio: eso sólo pone en marcha el engranaje; trata de la muerte y del deseo de no morir. Lo cual no es más que decir que es un cuento escrito por un hombre.
Comentó además:
Se ocupa principalmente de la muerte y la inmortalidad, y de las «fugas»: la longevidad en serie y el acaparamiento de la memoria.
Un apéndice narra La historia de Aragorn y Arwen, en el que la elfa inmortal Arwen elige la mortalidad para poder casarse con el hombre mortal Aragorn. Tras más de doscientos años de vida, Aragorn elige el momento de su muerte, dejando atrás a una Arwen desconsolada y ahora mortal. Ella viaja a los desvanecidos restos de Lothlórien, donde una vez fue feliz, para morir sobre una piedra plana junto al río Nimrodel. Este tema se repite a lo largo del libro y en dichos y poemas concretos como el linnod de Gilraen y el Lamento de los Rohirrim.

### El bien y el mal
El Señor de los Anillos presenta una aguda polaridad entre el bien y el mal. Los orcos, la más difamada de las razas, son en una interpretación una corrupción de la raza místicamente exaltada de los elfos. Minas Morgul, la Torre de la Hechicería, hogar del Señor de los Nazgûl, el Rey más corrupto de los Hombres, se opone directamente a Minas Tirith, la Torre de la Guardia y la capital de Gondor, el último vestigio visible del antiguo reino de los Hombres en la Tercera Edad. Mordor, la tierra del Señor Oscuro Sauron, se opone a Gondor y a todos los pueblos libres. Estas antítesis, aunque pronunciadas y prolíficas, se consideran a veces demasiado polarizadoras, pero también se ha argumentado que constituyen el núcleo de la estructura de toda la historia. Se ha considerado que la técnica de Tolkien consiste en «conferir literalidad a lo que en el mundo primario se llamaría metáfora y luego ilustrar [en su mundo secundario] el proceso por el que lo literal se convierte en metafórico».

### Destino y libre albedrío
En el capítulo «La sombra del pasado», Gandalf discute la posibilidad de que Bilbo estuviera destinado a encontrar el Anillo, y que Gollum tenga un papel importante que desempeñar, el testimonio más claro del papel del destino en El Señor de los Anillos. Más allá de las palabras de Gandalf, la historia está estructurada de tal manera que las decisiones pasadas tienen una influencia decisiva en los acontecimientos actuales. Por ejemplo, como Bilbo y Frodo perdonaron la vida a Gollum, éste pudo destruir el Anillo al caer en las Grietas del Destino, mientras que Frodo no logró destruirlo. Así, Frodo, dominado por el malvado Anillo, se salva por lo que parece ser suerte.
El papel del destino en El Señor de los Anillos contrasta fuertemente con el destacado papel que también se otorga a la elección y la voluntad personales. La elección voluntaria de Frodo de llevar el Anillo a Mordor es fundamental para la trama de toda la historia. También es importante el ofrecimiento voluntario del Anillo por parte de Frodo a Gandalf, Aragorn y Galadriel, y su rechazo voluntario, por no mencionar la incapacidad final de Frodo para reunir la voluntad de destruirlo. Así, tanto la voluntad como el destino aparecen a lo largo de la historia: desde la visión de Sam de la carretilla del viejo Gaffer Gamgee y la devastación de la Comarca en el Espejo de Galadriel, hasta la elección de Arwen Evenstar de la mortalidad.
Peter Kreeft señala que la providencia divina, en forma de voluntad de los Valar, que expresa la voluntad de Eru Ilúvatar, puede determinar el destino. Gandalf dice, por ejemplo, que un poder oculto actuó cuando Bilbo encontró el Anillo Único cuando intentaba regresar a su amo.

### Ganar y perder
La estudiosa de Tolkien Marjorie Burns señala en Mythlore que la «sensación de desintegración inevitable» del libro está tomado de la visión nórdica del mundo, que hace hincapié en la «destrucción inminente o amenazante». Escribe que, en la mitología nórdica, este proceso parecía haber comenzado durante la creación: en el reino del fuego, Muspell, el jötunn Surt esperaba ya entonces el fin del mundo. Burns comenta que «He aquí una mitología en la que incluso los dioses pueden morir, y deja en el lector una vívida sensación de los ciclos de la vida, con la conciencia de que todo llega a su fin, de que, aunque [el malvado] Sauron se vaya, los elfos también se desvanecerán».

Patrice Hannon, también en Mythlore, afirma que:
El Señor de los Anillos es una historia de pérdida y añoranza, salpicada de momentos de humor, terror y acción heroica, pero, en general, es un lamento por un mundo —aunque ficticio— que ha pasado, incluso cuando parecemos vislumbrarlo por última vez, parpadeando y desvaneciéndose...
En opinión de Hannon, Tolkien pretendía mostrar que la belleza y la alegría fracasan y desaparecen ante el paso del tiempo y el embate de los poderes del mal; la victoria es posible pero sólo temporal. Da múltiples ejemplos de momentos elegíacos en el libro, como que Bilbo no vuelva a ser visto en Hobbiton, que Aragorn «nunca más volvió como hombre vivo» a Lothlórien, o que Boromir, transportado por el Anduin en su barca funeraria, «no volvió a ser visto en Minas Tirith, de pie como solía estar por la mañana en la Torre Blanca». Como estaba muerto, escribe Hannon, esto no es sorprendente; la observación es elegíaca, no informativa. Incluso la última línea del apéndice final, señala, tiene este tono: «El dominio pasó hace mucho tiempo, y [los elfos] moran ahora más allá de los círculos del mundo, y no regresan».

Hannon compara este énfasis continuo en lo elegíaco con los elogios de Tolkien al poema inglés antiguo Beowulf, en el que era un experto, en Beowulf: The Monsters and the Critics, sugiriendo que buscaba producir algo parecido:
Porque ahora nos parece antiguo; y, sin embargo, su creador hablaba de cosas ya viejas y cargadas de pesar, y empleó su arte en hacer agudo ese toque en el corazón que tienen las penas que son a la vez conmovedoras y remotas. Si el funeral de Beowulf nos conmovió una vez como el eco de un antiguo canto fúnebre, lejano y desesperado, es para nosotros como un recuerdo traído de las colinas, el eco de un eco...

### Ecologismo y tecnología

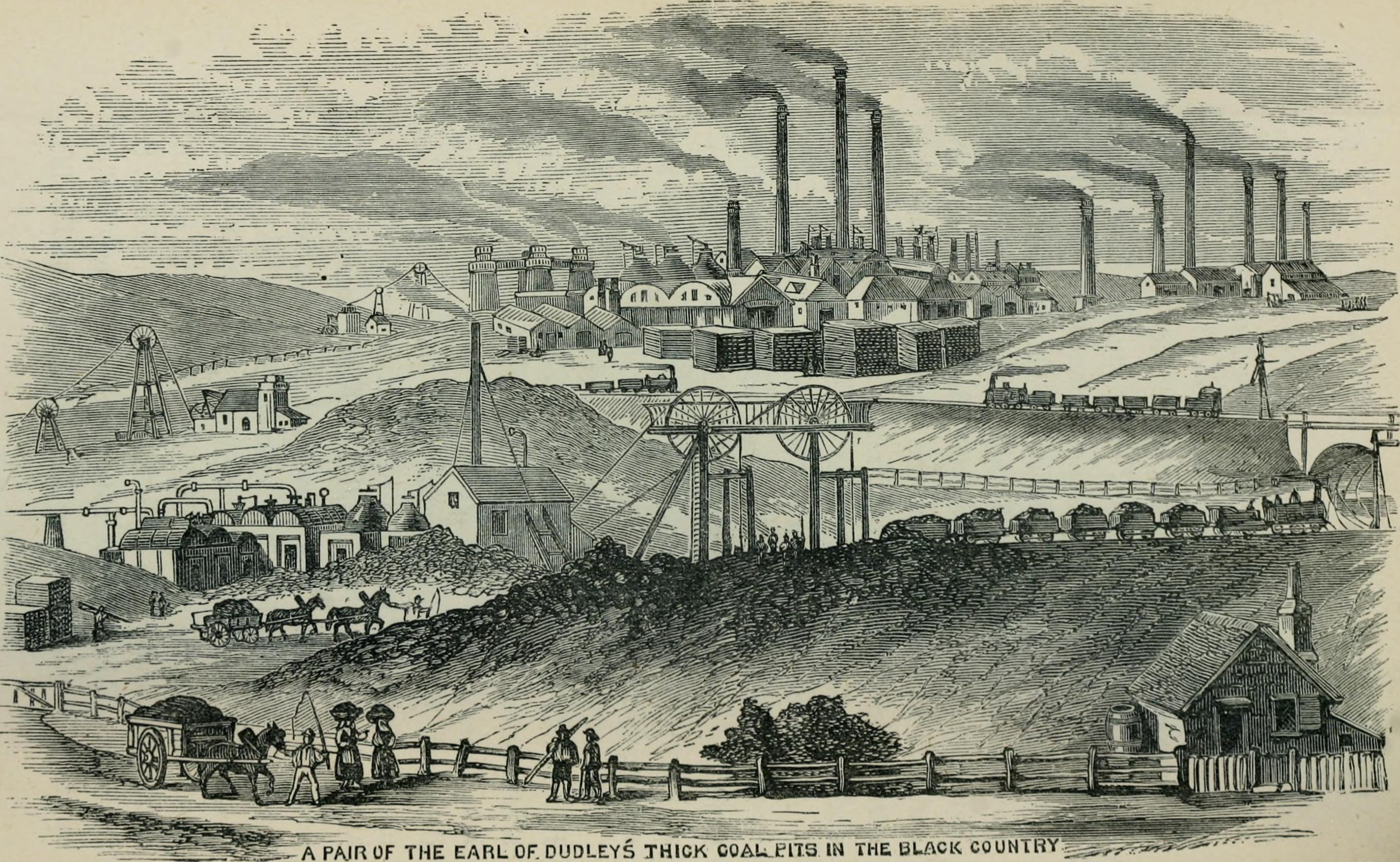
Minas, fábricas de hierro, humo y escombreras: se ha sugerido que el Black Country, cerca de la casa natal de Tolkien, influyó en sus representaciones del infierno industrial, como Mordor.

El ecologismo de Tolkien y su crítica a la tecnología han sido observados por varios autores. Anne Pienciak señala que la tecnología sólo es empleada por las fuerzas del mal en las obras de Tolkien, y que a él le parecía uno de «los males del mundo moderno: la fealdad, la despersonalización y la separación del hombre de la naturaleza». Esta tecnofilia se aprecia en el carácter de Saruman y en su nombre: el inglés antiguo searu, o en el dialecto merciano antiguo saru, significa «hábil, ingenioso». En Beowulf se asocia con la herrería, como en la frase «searonet seowed, smiþes orþancum», «ingeniosa red tejida, por la astucia de un herrero»: perfecto para «un hombre astuto», un mago.La ciudad de Saruman, Isengard, ha sido descrita como un «infierno industrial», y su «destrucción gratuita» de los árboles de la Tierra Media para alimentar sus máquinas industriales como revelación de sus «malos caminos». El capítulo «El azote de la Comarca» considera la tecnología industrial importada por los secuaces de Saruman como una amenaza maligna para el entorno natural, que sustituye los oficios tradicionales de los hobbits de la Comarca por ruidosos molinos contaminantes llenos de maquinaria.
Andrew O'Hehir escribió en el sitio web Salon que la tierra natal de los hobbits, la Comarca, se inspiró en los «bosques y colinas» cercanos a Sarehole. Tolkien vivió allí durante su infancia, y décadas más tarde se horrorizó al ver la zona urbanizada. O'Hehir señala que Mordor se caracteriza por «sus montones de escoria, su manto de humo permanente, sus industrias dirigidas por esclavos», y que Saruman es representado como un representante ideológico del utopismo tecnológico, que industrializa a la fuerza la Comarca. O'Hehir llama a la novela un lamento por el impacto de la Revolución Industrial y la degradación ambiental de la antigua «tierra verde y agradable» de Inglaterra. En esto, en opinión de O'Hehir, los sentimientos de Tolkien son como los de Thomas Hardy, D. H. Lawrence y William Blake.

### Orgullo y coraje
Tolkien explora el tema del «ennoblecimiento de los innobles». El erudito en literatura inglesa Devin Brown vincula esto con el Sermón de la Montaña: «Él derribó a los poderosos de sus tronos, y exaltó a los humildes». Pone como ejemplo a los humildes hobbits que derrotan al orgulloso y poderoso Sauron. Los biógrafos de Tolkien, Richard J. Cox y Leslie Jones, escriben que los héroes que destruyen el Anillo y recorren la Comarca son «los pequeños, literalmente. El mensaje es que cualquiera puede marcar la diferencia»; llaman a este uno de los temas principales de Tolkien.
Tolkien contrastó el valor a través del servicio leal con el arrogante deseo de gloria. Mientras Sam sigue a Frodo por lealtad y moriría por él, Boromir se deja llevar por el orgullo en su deseo del Anillo, y arriesgaría la vida de otros por su gloria personal. Del mismo modo, el rechazo del anillo por parte de Sam, Faramir y Galadriel es un valiente rechazo del poder, la gloria y el renombre personal.El coraje frente a las abrumadoras probabilidades es un tema recurrente. Tolkien declaró en The Monsters and the Critics que se inspiró en la leyenda apocalíptica nórdica de Ragnarök, donde los dioses saben que están condenados en su batalla final por el mundo, pero van a luchar de todos modos. Frodo y Sam comparten este «coraje del norte», sabiendo que tienen pocas posibilidades de regresar a casa de su misión en el Monte del Destino.

## Adicción al poder

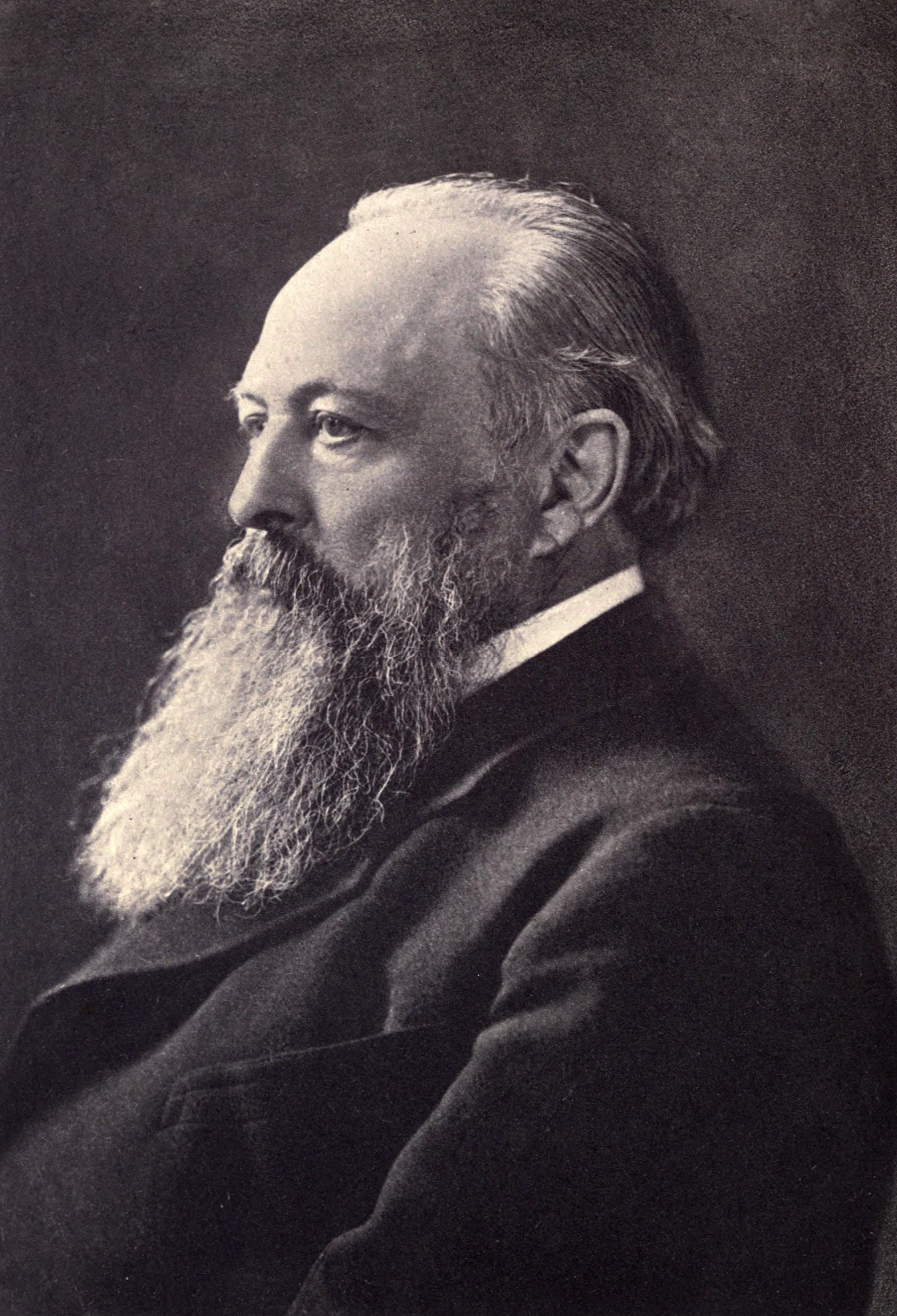
Lord Acton dijo que «El poder tiende a corromper, y el poder absoluto corrompe absolutamente», una idea encarnada en el poder adictivo del Anillo Único.

Un tema importante es la influencia corruptora del Anillo Único a través del poder que ofrece, especialmente a aquellos que ya son poderosos. Tom Shippey toma nota de las declaraciones de Gandalf sobre la influencia corruptora que tiene el Anillo en sus portadores. Los poderosos Gandalf, Elrond, Galadriel, Aragorn y Faramir lo rechazan, creyendo que los dominaría. Los Hobbits Frodo y Sam, mucho menos ambiciosos por el poder, son menos susceptibles pero no totalmente inmunes a sus efectos, como puede verse en los cambios que realiza en Frodo, Bilbo y Gollum. Por otro lado, Boromir se obsesiona mortalmente con el Anillo, pero nunca llega a poseerlo, mientras que Sméagol mata a su amigo Déagol, el primer Portador del Anillo después de Isildur, para obtenerlo.

El efecto corruptor del poder es, según Shippey, un tema moderno, ya que en épocas anteriores se consideraba que el poder «revelaba el carácter», no lo alteraba. Shippey cita la declaración de Lord Acton de 1887:
El poder tiende a corromper y el poder absoluto corrompe absolutamente. Los grandes hombres son casi siempre hombres malos.
Los críticos han argumentado que este tema se puede encontrar ya en La República de Platón, donde el personaje Glaucón argumentó que hacer justicia a los demás nunca beneficia a uno; citó el mítico Anillo de Giges, que podía hacer invisible a cualquier hombre que lo usara y, por lo tanto, podía escapar del robo u otro delito. Glaucón afirmó que tal poder corrompería a cualquier hombre y que, por lo tanto, ningún hombre cree verdaderamente que actuar con justicia hacia los demás sea bueno para él.
Colin Manlove critica la actitud de Tolkien hacia el poder como inconsistente, con excepciones a la influencia supuestamente abrumadora del Anillo. El Anillo se puede entregar con relativa facilidad (Sam y Bilbo), y quitar el Anillo por la fuerza (Gollum a Frodo) no rompe la mente de Frodo, a pesar de la afirmación de Gandalf al comienzo de la historia. El Anillo también parece tener poco efecto en personajes como Aragorn, Legolas y Gimli.
Shippey responde a la duda de Manlove con «una palabra»: adictivo. Escribe que esto resume todo el argumento de Gandalf, ya que en las primeras etapas, como en el caso de Bilbo y Sam, la adicción puede quitarse de encima con bastante facilidad, mientras que para los que aún no son adictos, como Aragorn y otros como Galadriel y Faramir, su atracción es como cualquier otra tentación. Lo que Gandalf no pudo hacer con Frodo, escribe Shippey, es conseguir que quisiera entregar el Anillo. Y para el dueño del Anillo, el aspecto destructivo es el impulso de usarlo, por muy buenas que sean las intenciones del dueño al principio.

## Cristianismo

### Aplicabilidad, no alegoría
Tolkien declaró en el prólogo a la segunda edición de El Señor de los Anillos que «no es ni alegórico ni tópico .... Me desagrada cordialmente la alegoría en todas sus manifestaciones... Prefiero la historia, verdadera o fingida, con su variada aplicabilidad al pensamiento y la experiencia de los lectores». Shippey comenta que, ciertamente, Tolkien escribió a veces alegorías, poniendo como ejemplo Hoja, de Niggle,y que se supone que hay alguna relación entre su ficción y la realidad.También señala que Tolkien «se acercó deliberadamente al límite de la referencia cristiana» al situar la destrucción del Anillo y la caída de Sauron el 25 de marzo, fecha anglosajona tradicional de la crucifixión de Cristo y de la anunciación, y del último día de la creación del Génesis.Otros comentaristas han notado más ecos de temas cristianos, incluida la presencia de figuras de Cristo, la resurrección, la esperanza y el sufrimiento redentor.

### Figuras cristianas
El filósofo Peter Kreeft, católico como Tolkien, observa que no hay una figura de Cristo completa, concreta y visible en El Señor de los Anillos comparable a Aslan en la serie Crónicas de Narnia de C. S. Lewis. Sin embargo, Kreeft y Jean Chausse han identificado reflejos de la figura de Jesucristo en tres protagonistas de El Señor de los Anillos: Gandalf, Frodo y Aragorn. Si bien Chausse encontró «facetas de la personalidad de Jesús» en ellos, Kreeft escribió que «ejemplifican el triple simbolismo mesiánico del Antiguo Testamento del profeta (Gandalf), el sacerdote (Frodo) y el rey (Aragorn)».
| Atributo de Cristo               | Gandalf                                            | Frodo                                                              | Aragorn                                            |
| -------------------------------- | -------------------------------------------------- | ------------------------------------------------------------------ | -------------------------------------------------- |
| Muerte sacrificial, Resurrección | Muere en Moria, renacido como Gandalf el Blanco    | Muere simbólicamente bajo el cuchillo de Morgul, sanado por Elrond | Toma el Camino de los Muertos reaparece en Gondor  |
| Salvador                         | Los tres ayudan a salvar la Tierra Media de Sauron | Los tres ayudan a salvar la Tierra Media de Sauron                 | Los tres ayudan a salvar la Tierra Media de Sauron |
| Triple simbolismo mesiánico      | Profeta                                            | Sacerdote                                                          | Rey                                                |

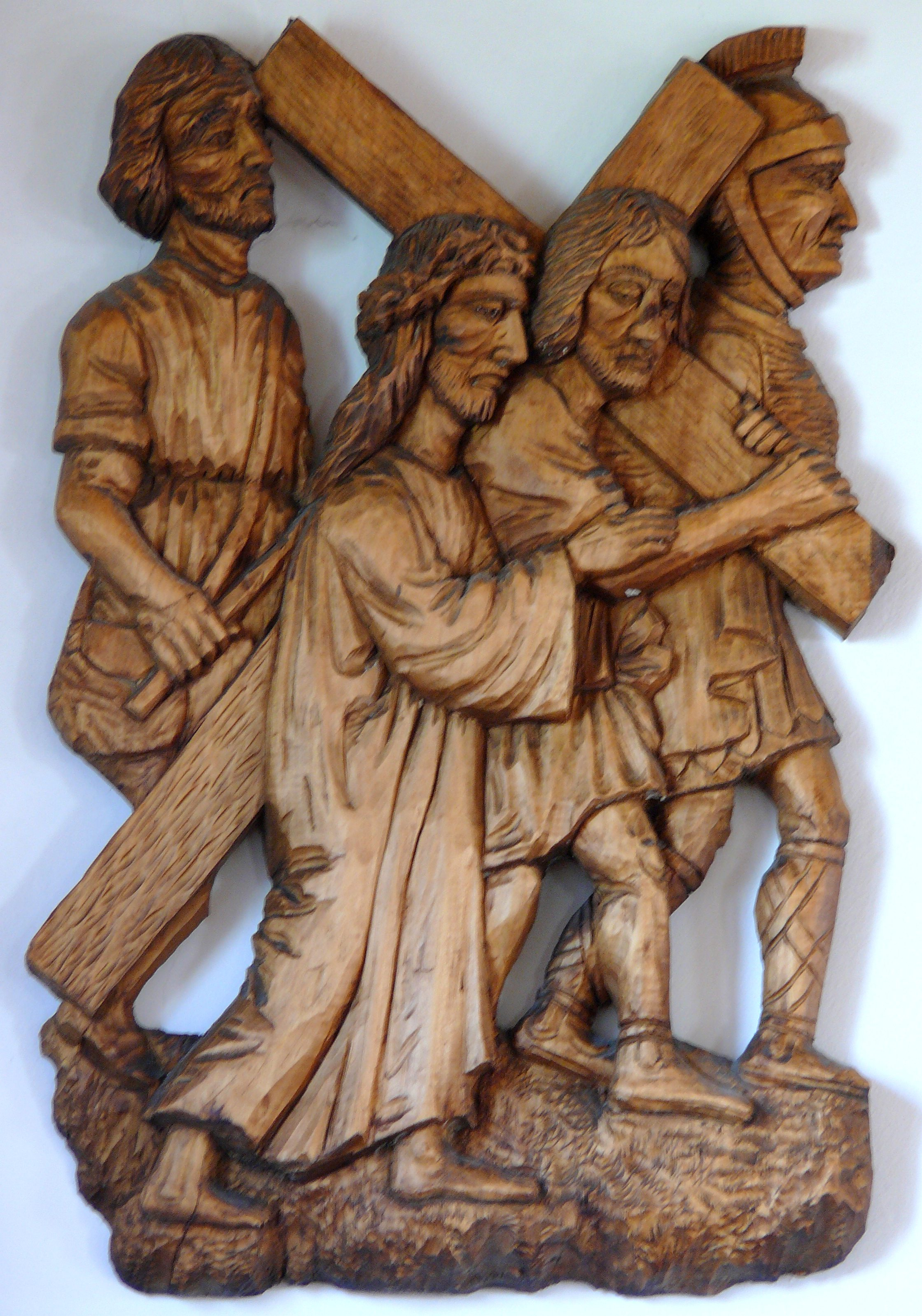
Los comentaristas han comparado a Frodo con Cristo, y a Sam, que llevó a Frodo camino del Monte del Destino, con Simón de Cirene, que llevó la cruz de Cristo al Gólgota. Iglesia de San Juan Nepomuceno, Brenna

Varios comentaristas han visto el paso de Gandalf por las Minas de Moria, muriendo para salvar a sus compañeros y regresando como «Gandalf el Blanco», como un símbolo de la resurrección de Cristo. Al igual que Jesús, que cargó con su cruz por los pecados de la humanidad, Frodo llevó la carga del mal en nombre de todo el mundo. Frodo recorre su «Vía Dolorosa» hasta el Monte del Destino igual que Jesús, que se dirigió al Gólgota. A medida que Frodo se acerca a las Grietas del Destino, el Anillo se convierte en un peso aplastante, como lo fue la cruz para Jesús. Sam Gamgee, el criado de Frodo, que lo lleva hasta el Monte del Destino, es paralelo a Simón de Cirene, que ayuda a Jesús al llevar su cruz al Gólgota. Cuando Frodo cumple su misión, como Cristo, dice «está hecho». Al igual que Cristo asciende al cielo, la vida de Frodo en la Tierra Media llega a su fin cuando parte hacia las Tierras Imperecederas.

### Esperanza
El motivo de la esperanza se ilustra en el éxito de Aragorn al manejar la piedra vidente o palantír de Saruman. A Aragorn se le da el propio nombre de «Esperanza» (en sindarin «Estel»), con el que aún le llama cariñosamente su reina, Arwen, que a la hora de su muerte grita «¡Estel, Estel!». Sólo Aragorn, como heredero de Isildur, puede usar legítimamente el palantír, mientras que Saruman y Denethor, que también han hecho un amplio uso de los palantírs, han caído en la presunción o la desesperación. Estos últimos rasgos han sido identificados como los dos pecados distintos «contra la virtud de la Esperanza».

### Sufrimiento redentor
Un tema específicamente católico es la naturaleza redentora y penitencial del sufrimiento, patente en la terrible prueba de Sam y Frodo en Mordor. Como otro ejemplo, Boromir expía su agresión a Frodo defendiendo sin ayuda, pero en vano a Merry y Pippin de los orcos, lo que ilustra también otro tema cristiano significativo: la inmortalidad del alma y la importancia de la buena intención, especialmente en el momento de la muerte. Esto queda claro en la declaración de Gandalf: «Pero él [Boromir] escapó al final.... No fue en vano que los jóvenes hobbits vinieran con nosotros, aunque sólo fuera por el bien de Boromir».

## Lenguaje

### Lengua verdadera, nombres verdaderos
Shippey escribe que El Señor de los Anillos encarna la creencia de Tolkien de que «la palabra autentifica la cosa», o dicho de otro modo, que «la fantasía no es totalmente inventada». Tolkien era filólogo profesional, con un profundo conocimiento del lenguaje y la etimología, los orígenes de las palabras. Encontró una resonancia con el antiguo mito de la «lengua verdadera», «isomorfa con la realidad»: en esa lengua, cada palabra nombra una cosa y cada cosa tiene un nombre verdadero, y usar ese nombre da al hablante poder sobre esa cosa. Esto se ve directamente en el personaje de Tom Bombadil, que puede poner nombre a cualquier cosa, y ese nombre se convierte en el nombre de esa cosa para siempre; Shippey señala que esto ocurre con los nombres que da a los ponis de los hobbits.
Esta creencia, afirma Shippey, animó la insistencia de Tolkien en lo que él consideraba las formas antiguas, tradicionales y genuinas de las palabras. Una palabra inglesa moderna como loaf, que deriva directamente del inglés antiguo hlāf, tiene su forma plural en «v», «loaves», mientras que una recién llegada como «proof», que no procede del inglés antiguo, tiene su plural de la forma nueva, «proofs». Así pues, Tolkien razonó que los plurales correctos de «enano —dwarf en inglés—» y «elfo —elf en inglés—» debían ser «dwarves» y «elves», y no «dwarfs» y «elfs», como los definían el diccionario y los tipógrafos de El Señor de los Anillos. Lo mismo ocurre con formas como «dwarvish» y «elvish», fuertes y antiguas, y que evitan cualquier alusión a las delicadas hadas de flores «elfin». Tolkien insistió en la costosa reversión de todas esas «correcciones» tipográficas en la prueba de galeras.

### De la lengua a la historia

Según Tom Shippey, Tolkien inventó partes de la Tierra Media para resolver el rompecabezas lingüístico que había creado accidentalmente al utilizar diferentes lenguas europeas para las de los pueblos de su legendarium.

Tolkien dedicó un enorme esfuerzo a los topónimos, por ejemplo haciendo que los de La Comarca, como Nobottle, Bucklebury y Tuckborough, fueran obviamente ingleses por su sonido y etimología. Shippey comenta que, aunque muchos de estos nombres no entran en la trama del libro, aportan una sensación de realidad y profundidad, dando a «la Tierra Media ese aire de solidez y extensión tanto en el espacio como en el tiempo del que sus sucesores [en la literatura fantástica] carecen tan conspicuamente».Tolkien escribió en una de sus cartas que su obra era «en gran medida un ensayo de estética lingüística».
Utilizó varias lenguas europeas, antiguas y modernas, incluido el inglés antiguo para la lengua de Rohan y el nórdico antiguo para los nombres de los enanos (inicialmente en El Hobbit), y el inglés moderno para el habla común, creando a medida que se desarrollaba la historia un complicado rompecabezas lingüístico. Entre otras cosas, la Tierra Media no era la Europa moderna, sino esa región hace mucho tiempo, y el habla común no era el inglés moderno, sino el westron. Por lo tanto, los diálogos y los nombres escritos en inglés moderno eran, en la ficción, traducciones del westron, y la lengua y los topónimos de Rohan eran, de forma similar, supuestamente traducidos del rohírrico al inglés antiguo; por lo tanto, también los nombres de los enanos escritos en nórdico antiguo debían de haber sido traducidos del khuzdul al nórdico antiguo. Así pues, la geografía lingüística de la Tierra Media surgió de las exploraciones puramente filológicas o lingüísticas de Tolkien.

### Lengua, pueblos y lugares
Además, Tolkien invirtió una gran cantidad de tiempo y energía en la creación de lenguas, especialmente las lenguas élficas del Quenya y el Sindarin, ambas de las cuales aparecen, a veces sin traducir, en El Señor de los Anillos. Tolkien tenía una teoría privada sobre el modo en que los sonidos de una lengua transmiten una sensación de belleza; sentía puro placer en el vocabulario de la lengua gótica, y también del galés. Shippey explica que «pensaba que la gente podía sentir la historia en las palabras, podía reconocer los 'estilos' del lenguaje, podía extraer sentido (de algún tipo) del sonido por sí solo, podía además hacer juicios estéticos basados en la fonología». Así, Tolkien hace decir a Legolas, al oír a Aragorn cantar El Lamento de los Rohirrim en rohírrico (la lengua de Rohan), que Legolas no entiende:
Supongo que ésa es la lengua de los rohirrim, pues se parece a esta tierra, rica y ondulante en parte, y en parte dura y severa como las montañas. Pero no puedo adivinar qué significa, salvo que está cargado de la tristeza de los Hombres Mortales...
Shippey afirma que a Tolkien le gustaba suponer que realmente existía una conexión tan fuerte entre las cosas, la gente y el lenguaje, «especialmente si la persona que hablaba el lenguaje vivía en la cosa».Señala que el efecto del lenguaje aparece una y otra vez en El Señor de los Anillos, como cuando los hobbits oyen cantar al elfo Gildor y descubren que la mezcla de sonido y melodía «parecía plasmarse en su pensamiento»; cuando todos en el Concilio de Elrond se estremecen al oír a Gandalf pronunciar el Discurso Negro en Rivendel; o cuando Sam Gamgee responde «¡Me gusta!» cuando el enano Gimli canta sobre el rey enano Durin hace mucho tiempo.

## Moralización del paisaje
Tolkien describe los paisajes de la Tierra Media con realismo, pero al mismo tiempo utiliza las descripciones de la tierra y el clima para transmitir sentimientos y una sensación de algo más allá del aquí y el ahora. Shippey afirma que «tanto los personajes como los lectores se dan cuenta del alcance y la naturaleza de las moralizaciones de Tolkien a partir del paisaje» en los numerosos pasajes en los que escribe ambiguamente sobre el paisaje, como las reflexiones de Frodo sobre las Marismas Muertas:
Yacen en todos los estanques, rostros pálidos y profundos bajo el agua oscura, los vi: rostros sombríos y malvados, y rostros nobles y tristes. Muchos rostros orgullosos y hermosos, y maleza en sus cabellos plateados. Pero todos sucios, todos podridos, todos muertos. Una luz caída hay en ellos.
Shippey escribe que Tolkien se acerca con frecuencia a lo que el crítico John Ruskin llamó la falacia patética, la idea de que las cosas de la naturaleza pueden expresar la emoción y la conducta humanas. Sin embargo, afirma, el teórico literario Northrop Frye denominó con más precisión la función de tales pasajes como insinuación de modos literarios superiores. En su Anatomía de la crítica, Frye clasificó la literatura desde la «irónica» en el nivel más bajo, pasando por la «baja mimética» (como las descripciones humorísticas), la «alta mimética» (descripciones precisas) y la «romántica» (relatos idealizados) hasta la «mítica» como modo más elevado; y la literatura moderna se sitúa por lo general en un nivel inferior al de la literatura de siglos pasados. En opinión de Shippey, la mayor parte de El Señor de los Anillos transcurre en modo romántico, con toques ocasionales de mito y momentos de alta y baja mimesis para aliviar el ambiente; y la capacidad de Tolkien para presentar múltiples modos a la vez es una de las principales razones de su éxito.

## Temas debatidos
El Señor de los Anillos ha sido repetidamente atacado, como escriben estudiosos como Ralph Wood, al alegar que es una historia de hombres para niños, sin mujeres significativas, que omite la religión de sus sociedades, y que parece racista. En contra de esto, los estudiosos han señalado que las mujeres sí desempeñan papeles significativos, que el libro lleva un mensaje cristiano, y que Tolkien era sistemáticamente antirracista en su correspondencia privada.

### Sexismo

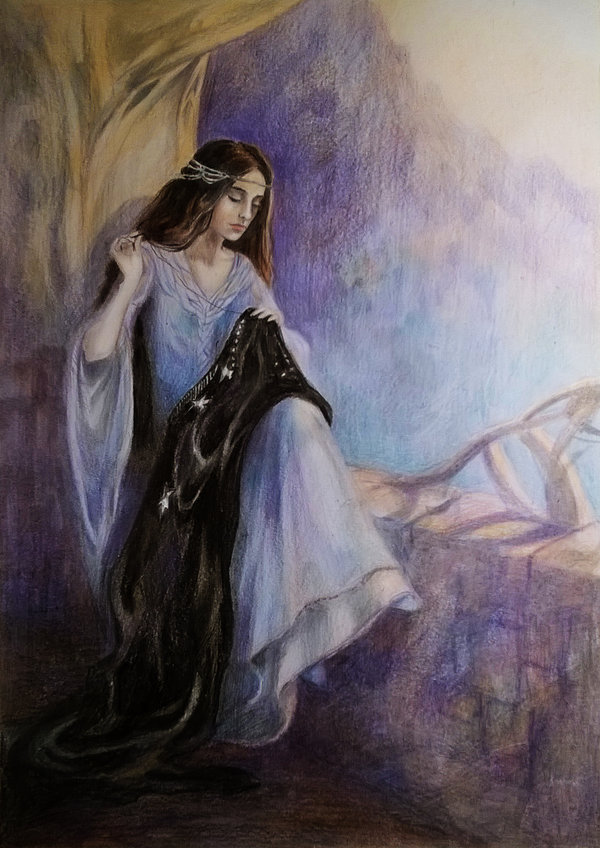
Algunos expertos han acusado a Tolkien de situar a las mujeres en un segundo plano, mientras que los protagonistas masculinos ven toda la acción. Arwen cosiendo el estandarte de Aragorn, por Anna Kulisz, 2015.

La primera acusación es que no hay personajes femeninos significativos; o que hay pocos; o que sus papeles están muy limitados. Frente a esto, Wood escribe que Galadriel, Éowyn y Arwen están lejos de ser «figuras de escayola»: Galadriel es poderosa, sabia y «terrible en su belleza»; Éowyn tiene «valor y coraje extraordinarios»; y Arwen renuncia a su inmortalidad élfica para casarse con Aragorn. Además, argumenta Wood, Tolkien insiste en que todos, hombres y mujeres por igual, se enfrentan a los mismos tipos de tentación, esperanza y deseo. Ann Basso argumenta en Mythlore que los personajes femeninos, incluyendo figuras como Baya de Oro, son «diversos, bien dibujados y dignos de respeto», mientras que Katherine Hasser argumenta en la J. R. R. Tolkien Encyclopedia que los roles de género en la Comarca no están claramente separados, ya que los hombres como Bilbo realizan tareas domésticas como cocinar y limpiar.

### Ausencia de religión
Wood señala que la obra no contiene ninguna religión formal. Los hobbits no tienen templos ni sacrificios, aunque Frodo puede invocar a Elbereth, una de las Valar, in extremis; lo más cerca que se está de la religión es que los hombres de Gondor «hacen una pausa antes de las comidas». La respuesta de Wood aquí es que Tolkien dejó intencionadamente la religión fuera de la Tierra Media para que «pudiéramos ver el cristianismo reflejado en ella de forma más clara, aunque también indirecta». Cita la observación de Tolkien en una carta de que «el elemento religioso está absorbido por la historia y el simbolismo».

### Racismo
Tolkien ha sido acusado con frecuencia de racismo; sin embargo, durante la Segunda Guerra Mundial, expresó sistemáticamente una postura antirracista.

Sandra Ballif Straubhaar escribe que, lejos de ser racista, «un mundo policultural y polilingüe es absolutamente central» en la Tierra Media, y que los lectores y los espectadores lo verán fácilmente. Señala que las «acusaciones recurrentes en los medios populares» de una visión racista de la historia son «interesantes». Straubhaar cita al erudito sueco en estudios culturales David Tjeder, quien describió el relato de Gollum sobre los hombres de Harad («No son agradables; parecen hombres malvados muy crueles. Casi tan malos como los orcos, y mucho más grandes») en Aftonbladet como «estereotipados y reflejo de actitudes coloniales». En cambio, sostiene que la opinión de Gollum, con sus «suposiciones arbitrarias y estereotipadas sobre el 'Otro'», es absurda, y que Gollum no puede tomarse como una autoridad en la opinión de Tolkien. Straubhaar contrasta esto con la respuesta más humana de Sam Gamgee a la vista de un guerrero Harad muerto, a la que encuentra «más difícil de encontrar defectos»:
Se alegró de no poder ver la cara del muerto. Se preguntó cómo se llamaría aquel hombre y de dónde procedería, y si realmente tendría mal corazón, o qué mentiras o amenazas le habían llevado a emprender la larga marcha desde su hogar.
Straubhaar cita al académico inglés Stephen Shapiro, quien escribió en The Scotsman que:
En pocas palabras, los buenos de Tolkien son blancos y los malos negros, de ojos rasgados, poco atractivos, inarticulados y una horda psicológicamente subdesarrollada.
Straubhaar admite que Shapiro puede haber tenido algo de razón con lo de «ojos rasgados», pero comenta que ésta era más leve que la de muchos de sus novelistas contemporáneos, como John Buchan, y señala que Tolkien, en efecto, había hecho «objeciones horrorizadas» cuando la gente había aplicado erróneamente su historia a los acontecimientos actuales. Del mismo modo, observa que Tjeder no se había percatado del «esfuerzo concertado» de Tolkien por cambiar el «paradigma» europeo occidental de que los hablantes de lenguas supuestamente superiores eran «étnicamente superiores».

### Primarias
1. ↑  Carpenter, 1981, #203 a Herbert Schiro, 17 de noviembre de 1957
2. ↑  Carpenter, 1981, #211 a Rhona Beare, 14 de octubre de 1958
3. ↑  Tolkien, J. R. R. (1984). «Beowulf: The Monsters and the Critics».  En Christopher Tolkien, ed. The Monsters and the Critics and Other Essays (Houghton Mifflin). pp. 5-48. ISBN 978-0048090195.
4. ↑  Tolkien, 1954a, Prólogo de la segunda edición
5. ↑  Tolkien, 1954, Libro 3, Capítulo 5 «El Caballero Blanco»
6. ↑  Carpenter, 1981, #165 a Houghton Mifflin, junio de 1955
7. ↑  Tolkien, 1954, Libro 3, cap. 6 «El Rey de la Sala Dorada»
8. ↑  Tolkien, 1954a, Libro 1, cap. 3 «Tres son compañía»
9. ↑  Tolkien, 1954a, Libro 2, cap. 2 «El concilio de Elrond»
10. ↑  Tolkien, 1954a, Libro 2, cap. 4 «Un viaje en la oscuridad»
11. ↑  Tolkien, 1954a, Libro 4, cap. 2 «El paso de las marismas»
12. ↑  Carpenter, 1981, carta No. 142 a Robert Murray S.J., 2 de diciembre de 1953
13. ↑  Tolkien, 1954, libro 4, cap. 3 «La Puerta Negra está Cerrada»
14. ↑  Tolkien, 1954, libro 4, cap. 4 «De hierbas y conejo guisado»

### Secundarias
1. 1 2  Lobdell, Jared; Scheps, Walter; Perkins, Agnes; Huttar, Charles A.; Tolkien, J. R. R. (1975). A Tolkien compass : including J.R.R. Tolkien's Guide to the names in The lord of the rings (en inglés). p. 81. ISBN 0-87548-316-X. OCLC 1055562. Consultado el 5 de marzo de 2023.
2. ↑  Lobdell, Jared; Scheps, Walter; Perkins, Agnes; Huttar, Charles A.; Tolkien, J. R. R. (1975). A Tolkien compass : including J.R.R. Tolkien's Guide to the names in The lord of the rings (en inglés). p. 96. ISBN 0-87548-316-X. OCLC 1055562. Consultado el 5 de marzo de 2023.
3. ↑  Shippey, 2005, pp. 369–370.
4. 1 2 3  Flieger, Verlyn (2002). Splintered light : logos and language in Tolkien's world (en inglés) (2nd ed edición). Kent State University Press. p. 2. ISBN 978-1-61277-335-3. OCLC 823170619. Consultado el 5 de marzo de 2023.
5. 1 2 3 4 5 6 7  Hannon, Patrice (15 de octubre de 2004). «The Lord of the Rings as Elegy». Mythlore: A Journal of J.R.R. Tolkien, C.S. Lewis, Charles Williams, and Mythopoeic Literature 24 (2): 36–42. ISSN 0146-9339. Consultado el 5 de marzo de 2023.
6. ↑  Straubhaar, Sandra Ballif (2005). «Gilraen's Linnod : Function, Genre, Prototypes». Tolkien Studies 2 (1): 235-244. ISSN 1547-3163. doi:10.1353/tks.2005.0032. Consultado el 5 de marzo de 2023.
7. ↑  Cunningham, Michael (2005). «A History of Song: The Transmission of Memory in Middle-Earth». Mallorn (43): 27-29.
8. ↑  Magoun, John F. G. (2006). «South, The».  En Drout, Michael D. C., ed. J.R.R. Tolkien Encyclopedia: Scholarship and Critical Assessment. Routledge. pp. 622-623. ISBN 1-135-88034-4.
9. ↑  Scheps, Walter (1975). «The Interlace Structure of 'The Lord of the Rings'».  En Lobdell, Jared, ed. A Tolkien Compass. Open Court. pp. 44–45. ISBN 978-0875483030.
10. ↑  MacCaffrey, Isabel G. (1959). Paradise Lost as Myth. Harvard University Press. p. 55. OCLC 1041902253. (requiere registro).
11. ↑  Otros especialistas, como Walter Scheps e Isabel G. MacCaffrey, han señalado las «dimensiones espaciales y morales» de la Tierra Media.[9][10]
12. ↑  Solopova, 2009, p. 49.
13. ↑  Zimbardo, Rose A.; Isaacs, Neil D. (2004). Understanding The lord of the rings : the best of Tolkien criticism. Houghton Mifflin. pp. 58-64. ISBN 0-618-42251-X. OCLC 54767571. Consultado el 6 de marzo de 2023.
14. 1 2 3 4  Kreeft, Peter J. (Noviembre de 2005). «The Presence of Christ in The Lord of the Rings». Ignatius Insight (en inglés). Archivado desde el original el 6 de julio de 2022. Consultado el 5 de marzo de 2023.
15. 1 2 3  Burns, Marjorie J. (1989). «J.R.R. Tolkien and the Journey North». Mythlore 15 (4 (58)): 5-9. ISSN 0146-9339. Consultado el 6 de marzo de 2023.
16. ↑  Jeffries, Stuart (19 de septiembre de 2014). «Mordor, he wrote: how the Black Country inspired Tolkien's badlands». The Guardian (en inglés). Consultado el 5 de marzo de 2023.
17. ↑  Pienciak, Anne (1986). J.R.R. Tolkien's Hobbit and Lord of the rings (en inglés). Barron's Educational Series. p. 37. ISBN 0-8120-3523-2. OCLC 12314392. Consultado el 6 de marzo de 2023.
18. ↑  Beowulf, líneas 405b–406
19. ↑  Shippey, 2002, pp. 169–171.
20. ↑  Lobdell, Jared; Scheps, Walter; Perkins, Agnes; Huttar, Charles A.; Tolkien, J. R. R. (1975). A Tolkien compass : including J.R.R. Tolkien's Guide to the names in The lord of the rings (en inglés). pp. 135-137. ISBN 0-87548-316-X. OCLC 1055562. Consultado el 6 de marzo de 2023.
21. ↑  Drout, Michael D. C. (2007). J.R.R. Tolkien encyclopedia : scholarship and critical assessment (en inglés). Routledge. pp. 678-679. ISBN 0-415-96942-5. OCLC 71004244. Consultado el 6 de marzo de 2023.
22. ↑  Schwarz, Guido (2003). Jungfrauen im Nachthemd, blonde Krieger aus dem Westen : eine motivpsychologisch-kritische Analyse von J.R.R. Tolkiens Mythologie und Weltbild (en alemán). Königshausen & Neumann. p. 67. ISBN 3-8260-2619-5. OCLC 52944366. Consultado el 6 de marzo de 2023.
23. ↑  O'Hehir, Andrew (5 de junio de 2001). «The book of the century». Salon (en inglés). Consultado el 6 de marzo de 2023.
24. ↑  Casiodoro de Reina; Cipriano de Valera (1909). «52». Biblia, versión Reina-Valera (Wikisource).
25. ↑  Brown, Devin (2012). The Christian world of The hobbit (en inglés). pp. 160-161. ISBN 978-1-4267-4949-0. OCLC 812675192. Consultado el 6 de marzo de 2023.
26. ↑  Jones, Leslie (2003). J.R.R. Tolkien : a biography (en inglés). Greenwood Press. p. 136. ISBN 0-313-32340-2. OCLC 50422979. Consultado el 6 de marzo de 2023. (requiere suscripción).
27. ↑  Solopova, 2009, p. 42.
28. ↑  Solopova, 2009, p. 28.
29. 1 2  Shippey, 2002, pp. 115-119.
30. ↑  Lobdell, Jared; Scheps, Walter; Perkins, Agnes; Huttar, Charles A.; Tolkien, J. R. R. (1975). A Tolkien compass : including J.R.R. Tolkien's Guide to the names in The lord of the rings (en inglés). pp. 57-68. ISBN 0-87548-316-X. OCLC 1055562. Consultado el 6 de marzo de 2023.
31. ↑  Shippey, 2002, pp. 112–160.
32. ↑  Eaglestone, Robert (2005). Reading The lord of the rings : new writings on Tolkien's trilogy (en inglés). Continuum. p. 63. ISBN 0-8264-8459-X. OCLC 60824181. Consultado el 6 de marzo de 2023.
33. ↑  Shippey, 2002, pp. 115–119.
34. ↑  Platón; Jowett, Benjamin (2009) [360 a. C.]. The Republic (en inglés). The Internet Classics Archive.
35. ↑  Manlove, C. N. (1978). Modern fantasy : five studies (en inglés) (1st pbk. ed edición). Cambridge University Press. pp. 152-206. ISBN 0-521-29386-3. OCLC 8661848. Consultado el 6 de marzo de 2023.
36. ↑  Yell, D. M. (2007). The Drama of Man (en inglés). Xulon Press. p. 108. ISBN 9781602667686.
37. ↑  Sommer, Mark (7 de julio de 2004). «Addicted to the Ring». Hollywoodjesus.com – Pop Culture From A Spiritual Point of View (en inglés). Consultado el 16 de octubre de 2011.
38. ↑  Bell, Anita Miller (2009). 'The Lord of the Rings' and the Emerging Generation: A Study of the Message and Medium. J. R. R. Tolkien and Peter Jackson (en inglés). p. 56. ISBN 9781109246766.
39. ↑  Shippey, 2005, p. 49.
40. ↑  Shippey, 2005, pp. 191–197.
41. 1 2  Shippey, 2005, p. 227.
42. 1 2  Dickerson,, Matthew (2013) [2007]. «Moria».  En Drout, Michael D. C., ed. J.R.R. Tolkien encyclopedia : scholarship and critical assessment (en inglés). Routledge. pp. 438-439. ISBN 0-415-96942-5. OCLC 71004244. Consultado el 29 de marzo de 2023.
43. 1 2  Miller, Paula Jean; Fossey, Richard (2004). Mapping the Catholic cultural landscape (en inglés). Rowman & Littlefield. pp. 58-59. ISBN 0-7425-3183-X. OCLC 53162597. Consultado el 29 de marzo de 2023.
44. 1 2 3  Olar, Jared L. (12 de julio de 2022). «The Gospel According to J.R.R. Tolkien». Grace and Knowledge (en inglés). Consultado el 29 de marzo de 2023.
45. ↑  Kerry, Paul E. (2011). The ring and the cross : Christianity and the writings of J.R.R. Tolkien (en inglés). Fairleigh Dickinson University Press. pp. 32-34. ISBN 978-1-61147-065-9. OCLC 750192924. Consultado el 29 de marzo de 2023.
46. ↑  Schultz, Forrest W. (1 de diciembre de 2002). «Christian Typologies in The Lord of the Rings». Chalcedon (en inglés estadounidense). Consultado el 29 de marzo de 2023.
47. 1 2  Pearce, Joseph (2013) [2007].  Drout, Michael D. C., ed. J.R.R. Tolkien encyclopedia : scholarship and critical assessment (en inglés). Routledge. pp. 97-98. ISBN 0-415-96942-5. OCLC 71004244. Consultado el 29 de marzo de 2023.
48. ↑  Stucky, Mark D. (2006-06). «Middle Earth’s Messianic Mythology Remixed: Gandalf’s Death and Resurrection in Novel and Film». The Journal of Religion and Popular Culture (en inglés) 13 (1): 3-3. ISSN 1703-289X. doi:10.3138/jrpc.13.1.003. Consultado el 29 de marzo de 2023.
49. ↑  Walker, Steve (2009). The power of Tolkien's prose : Middle-Earth's magical style (en inglés) (1st ed edición). Palgrave Macmillan. pp. 3-5. ISBN 978-0-230-10166-1. OCLC 608023882. Consultado el 29 de marzo de 2023.
50. 1 2  Bedell, Haley (2015). «Frodo Baggins: The Modern Parallel to Christ in Literature». Humanities Capstone Projects. (en inglés). Pacific University. Documento 24. Consultado el 29 de marzo dec 2023.
51. ↑  McAvan, Emily (2012). The postmodern sacred : popular culture spirituality in the science fiction, fantasy and urban fantasy genres (en inglés). McFarland & Company. ISBN 978-0-7864-6388-6. OCLC 809845107. Consultado el 29 de marzo de 2023.
52. ↑  Dalfonzo, Gina (28 de septiembre de 2007). «Humble Heroism: Frodo Baggins as Christian Hero in The Lord of the Rings». In Pursuit of Truth | A Journal of Christian Scholarship (en inglés estadounidense). Consultado el 29 de marzo de 2023.
53. ↑  Shippey, 2005, p. 63.
54. ↑  Shippey, 2005, pp. 55–56.
55. 1 2  Shippey, 2005, pp. 115, 121.
56. ↑  Chance, Jane (2004). Tolkien and the invention of myth : a reader. University Press of Kentucky. p. 53. ISBN 0-8131-2301-1. OCLC 54938267. Consultado el 20 de abril de 2023.
57. ↑  Hall, John R. Clark (1894). A Concise Anglo-Saxon Dictionary: For the Use of Students (en inglés). Swan Sonnenschein & Company. p. 185. Consultado el 20 de abril de 2023.
58. 1 2 3  Shippey, 2005, pp. 63–66.
59. 1 2 3 4 5  Shippey, 2005, pp. 129–133.
60. ↑  Shippey, 2005, pp. 117–118.
61. 1 2 3  Shippey, 2005, pp. 245–246.
62. ↑  Shippey, 2005, pp. 237–249.
63. 1 2 3 4 5 6 7 8  Wood, Ralph C. (2003). The gospel according to Tolkien (en inglés). Westminster John Knox Press. pp. 2-4. ISBN 978-0-664-22610-7. Consultado el 20 de abril de 2023. (requiere suscripción).
64. 1 2  Rearick, Anderson (2004). «Why is the Only Good Orc a Dead Orc? The Dark Face of Racism Examined in Tolkien's World». MFS Modern Fiction Studies 50 (4): 861-874. ISSN 1080-658X. doi:10.1353/mfs.2005.0008. Consultado el 20 de abril de 2023.
65. ↑  Straubhaar, 2004, pp. 112–115.
66. ↑  Stimpson, Catharine R. (1969). J. R. R. Tolkien (en inglés). New York, Columbia University Press. p. 18. Consultado el 20 de abril de 2023.
67. ↑  Butler, Robert W (1 de enero de 2002). «In Tolkien, it's a man's world, and with good reason». Chicago Tribune (en inglés). Consultado el 20 de abril de 2023.
68. ↑  Fredrick, Candice; McBride, Sam (2001). Women Among the Inklings: Gender, C.S. Lewis, J.R.R. Tolkien, and Charles Williams (en inglés). Greenwood Press. p. 108. ISBN 978-0-313-31245-8. Consultado el 20 de abril de 2023.
69. ↑  Basso, Ann (15 de octubre de 2008). «Fair Lady Goldberry, Daughter of the River». Mythlore: A Journal of J.R.R. Tolkien, C.S. Lewis, Charles Williams, and Mythopoeic Literature (en inglés) 27 (1). Artículo 12. ISSN 0146-9339. Consultado el 20 de abril de 2023.
70. ↑  Hasser, Katherine (2013). «Goldberry».  En Drout, Michael D. C., ed. J.R.R. Tolkien Encyclopedia. Routledge. pp. 245-246. ISBN 978-1-1358-8033-0.
71. ↑  Straubhaar, 2004, p. 112.
72. 1 2 3  Straubhaar, 2004, p. 113.
73. 1 2  Straubhaar, 2004, p. 114.
74. ↑  Shapiro, Stephen (14 de diciembre de 2002). «Lord of the Rings labelled racist». The Scotsman (en inglés). Consultado el 20 de abril de 2023.
75. ↑  Straubhaar, 2004, p. 115.